# دميتروف
دميتروف (بالروسية: Дмитров) هي إحدى مدن روسيا في الكيان الفدرالي الروسي موسكو أوبلاست وعاصمة دميتروف رايون الإدادية.

## نبذة عن تاريخ المدينة
يعتبر الأمير يوري دولغوروكي من وضع حجر الاساس للمدينة عام 1154 واطلق عليها اسم دميتروف على شرف اسم ابنه في العماد دميتري.
لقد كان للمدينة اهمية إستراتيجية لكونها قلعة حدودية واقتصادية لوقوعها على الطريق النهري الموصلة إلى الفولغا العليا.

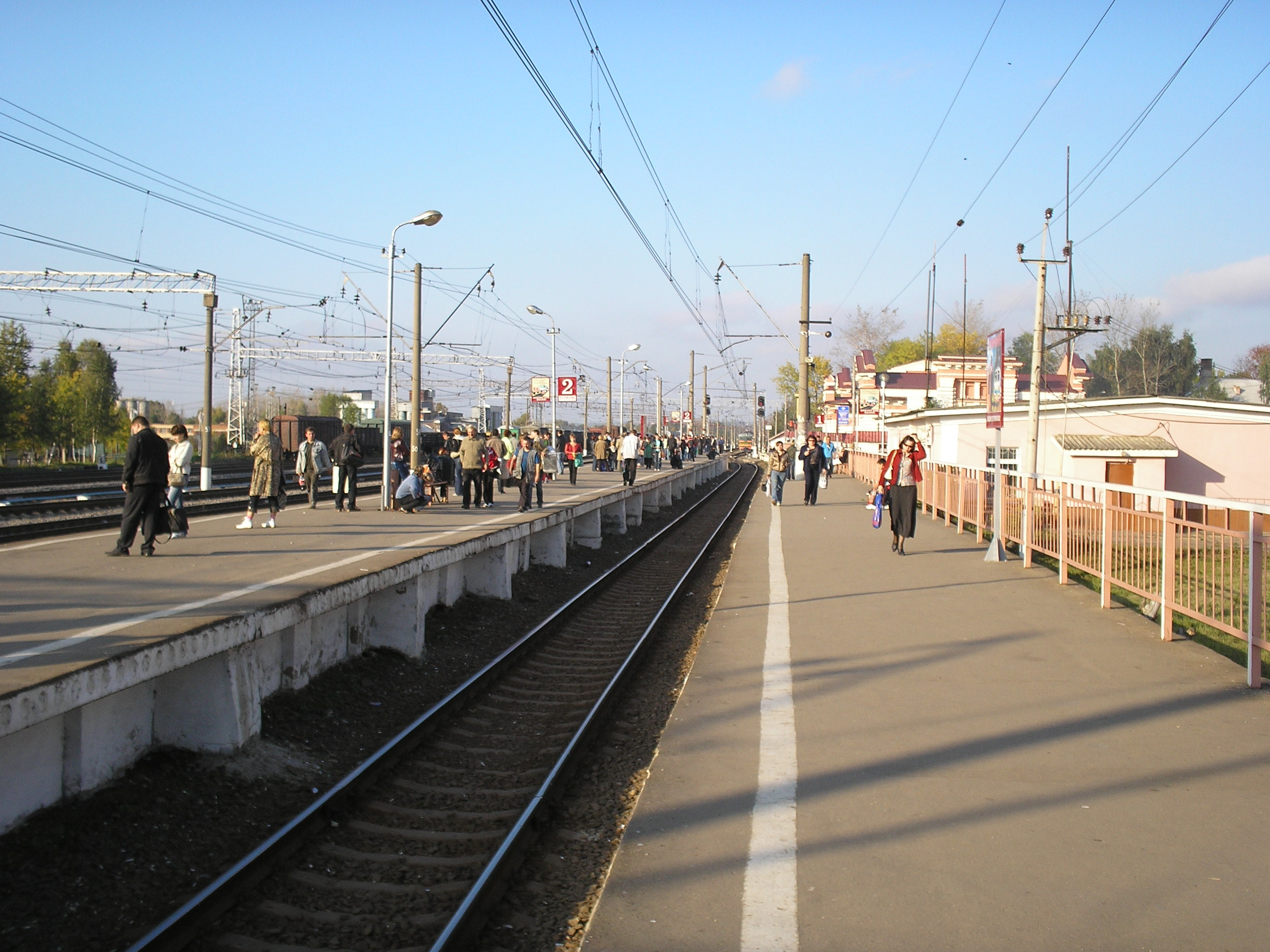
محطة سكة الحديد بدميتروف

من الاحداث التاريخية المهمة لمنطقة شمال شرق روسيا هو انعقاد مؤتمر الامراء عام 1301 في المدينة والذي ضم امراء كل من إمارات موسكو وبيريسلاف وفلاديمير وتفير. ومنذ عام 1364 ضمت المدينة وضواحيها إلى امارة موسكو. وازدهرت المدينة كثيرا في النصف الأول من القرن الـ 16 في عهد الأمير يوري (حكم من 1505 لغاية 1533) وهو الابن الثاني للقيصر ايفان الثالث حيث بنيت في هذه الفترة كاتدرائية صعود العذراء باستخدام الحجر كما بوشر ببناء دير بوريس وغليب في هذه الفترة.
في عام 1609 تمكن ميخائيل سكوبين شويسكي من الحاق الهزيمة بقوات دميتري الكذاب الثاني ابان الفترة المظلمة. بعد ذلك غزتها القوات البولندية والحقت بها اضرارا كبيرة بقيت اثارها لفترة طويلة بحيث انه في عام 1624 بقي في المدينة حولي 130 شخصا فقط. بعد مرور 25 سنة تضاعف عدد السكان 10 مرات ومع ذلك كان هذا اقل مما كان عليه قبل قرن. بدأت الحياة تدب في هذا الميناء النهري بعد ان بنيت مدينة بطرسبورغ حيث لم يقتصر استخدامه على تزويد موائد القيصر باسماك نهر الفولغا. في عام 1781 أصبحت مركزا للقضاء.
خلال القرنين 18 و19 كانت نسبة التجار في المدينة تتراوح بين 10 – 15 % من عدد السكان في الوقت الذي كانت هذه النسبة لعموم البلاد تعادل 1.3 % فقط. وفي عام 1784 وضع مخطط تطور وتوسع المدينة وبوشر باعادة بناء الكنائس الخشبية باستخدام الحجر.
لم تتضرر المدينة بسبب الحرب الوطنية عام 1812 فبعد ان احتلتها قوات نابليون لفترة قصيرة اضطرت إلى تركها بدون قتال بعد ان علمت بقرب وصول القوات الروسية اليها.
ادى إنشاء خطوط سكك الحديد بين موسكو ومدينة بطرسبورغ عام 1851 وخط موسكو- يارسلافل عام 1869 إلى فقدان المدينة صفتها كمدينة تجارية بالرغم من تطورها الصناعي. عادت الحياة الاقتصادية إلى المدينة بعد انجاز مد خط سكك الحديد بين موسكو وسافيلوفو عام 1900 حيث عاد عدد السكان إلى الازدياد وتطورت الصناعة وخاصة مصنع لصب الحديد الزهر وصناعة الانسجة. ونتيجة للتطور الذي شهدته المدينة تم في عام 1915 تشكيل اتحاد تعاونيات مدينة دميتروف.
بعد ثورة أكتوبر عام 1917 وقيام السلطة السوفيتية تطورت المدينة وازداد عدد نفوسها وافتتحت فيها المؤسات التعليمية والصحية والخدمية.
ان حفر وانشاء قناة مياه موسكو – فولغا عبر المدينة هو من الاسباب الرئيسية التي ادت إلى توسع ونمو المدينة وتطورها في مجالات مختلفة. فخلال الفترة بين اعوام 1932 – 1938 اقيمت في المدينة معسكرات اعتقال، حيث ساهم المعتقلون بحفر القناة. وادى حفر القناة إلى حصول تطور صناعي كبير في المدينة وانشأت بعض المصانع مثل مصنع الحفارات ومصنع لانتاج ماكنات التفريز، وتوسعت المدينة وازداد تعداد نفوسها 3 اضعاف.
بعد بداية الحرب الوطنية العظمى (1941 – 1945) وبالذات في 26 – 27 نوفمبر/ تشرين الثاني عام 1941 تعرضت المدينة إلى هجوم للقوات الفاشية (انظر معركة موسكو) التي تمكنت من عبور القناة والتحصن على مرتفع بيريميلوفسكي الواقع جنوب المدينة وفي 29 من الشهر نفسه قامت قوات الجيش الأحمر بهجوم معاكس وتمكنت من السيطرة على المرتفع ومن ثم تحرير كافة اراضي منطقة دميتروف. لم تتضرر المدينة من الحرب كثيرا كبقية المدن السوفيتية الأخرى لعدم حدوث معارك ضمن حدودها، ولكنها تعرضت إلى قصف جوي مستمر حيث كان الهدف الاساسي من القصف هو تدمير خطوط سكك الحديد، لكون المدينة محورا مهما للنقليات. وتم في عام 1942 إنشاء خط سكك حديد مواز لخط الجبهة دون المرور بمدينة موسكو حيث كان خط الجبهة بعيدا عن دميتروف.
وشهدت مناطق غرب المدينة عام 1941 معارك ضارية تمكنت خلالها فصائل الجيش الأحمر من تدمير قافلة للقوات الفاشية.
وقيمت الحكومة بسالة وبطولات سكان المدينة وصمودهم خلال سنوات الحرب وبعدها وقررت منح مدينة دميتروف لقب مدينة المجد العسكري.
بعد انتهاء الحرب الوطنية العظمى استمرت عمليات البناء في المدينة فخلال فترة الستينات والثمانينات من القرن الماضي شهدت المدينة إنشاء مباني سكنية حديثة متعددة الادوار منحتها مظهرا عصريا، كما نظمت حملة شاملة لتحسين مرافق الخدمات العامة والمتنزهات وغيرها من مرافق الحياة والتي على اثرها حصلت المدينة عام 2005 على المركز الأول بين المدن الروسية التي يقل عدد نفوسها عن 100 الف نسمة من حيث التنظيم والنظافة والخدمات.

## من المعالم الاثرية والمعمارية في المدينة
كاتدرائية صعود العذراء – بنيت هذه الكاتدرائية خلال الفترة بين اعوام 1509 و1533 وهي بناء ضخم على شكل هرم فيه 9 قباب وفي داخلها فاصل ايقوني من خمسة صفوف تعود إلى الفترة بين القرنين 15 و 19 . إضافة إلى النقوش والزخارف التي تعود إلى القرن الـ 16 .

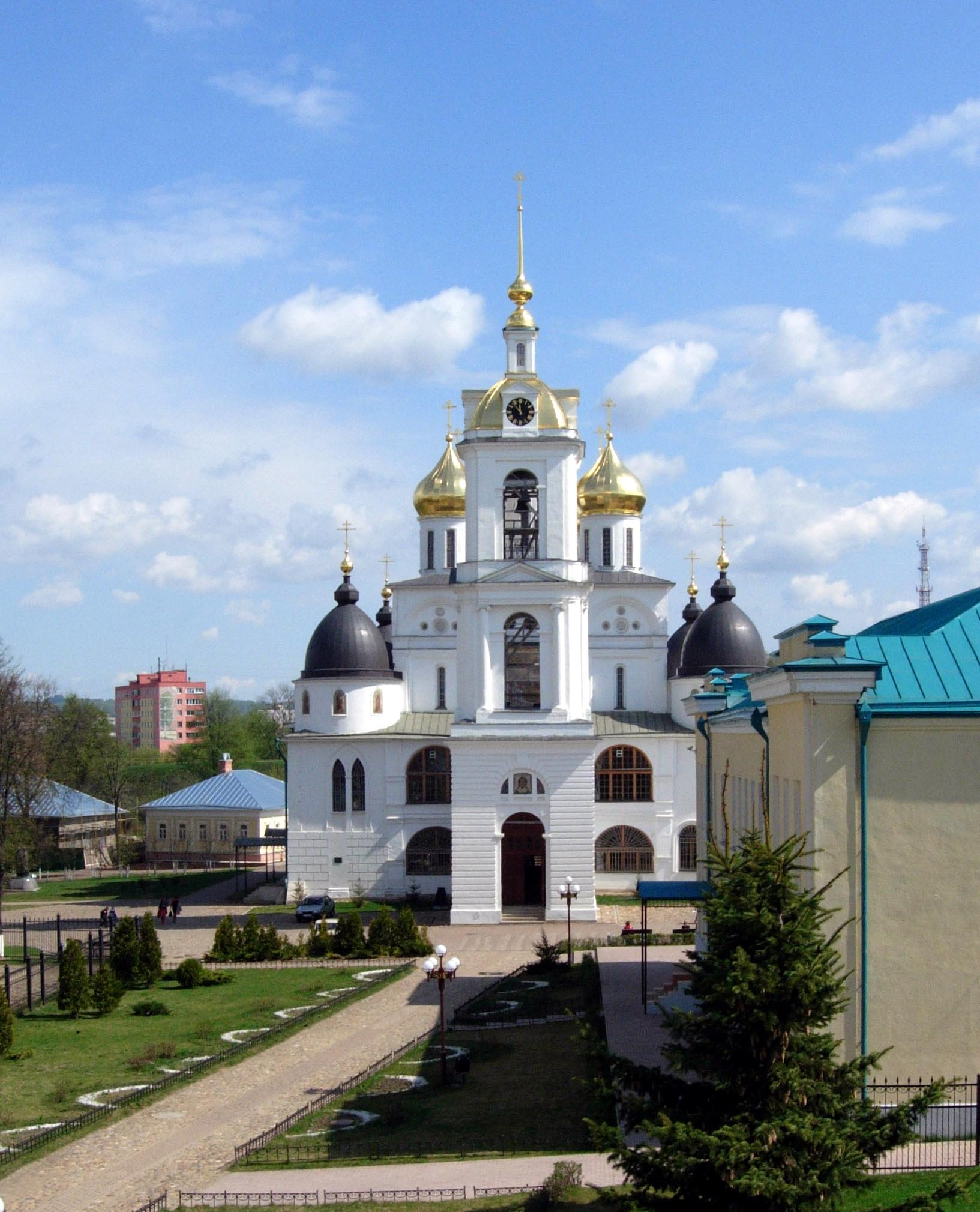
كاتدرائية صعود العذراء

يقع إلى جانب الكاتدرائية مبنى الإدارة المتضمن اجنحة الخدمة والسجن التي بنيت خلال اعوام 1810 – 1830 ثم اضيفت اليها كنيسة يليزابيت عام 1898. وتقع بالقرب من هذه المباني المدرسة المبنية عام 1876 ومصلى القديس الكسندر نيفسكي المبني على الطراز الغوطي. وهناك مبنى فندق سوخادايف (1872) وغيره من المباني القديمة.
مجمع مباني دير بوريس وغليب – جاء ذكر المجمع في السجلات التاريخية لأول مرة عام 1472 ومن اقدم مبانيه كاتدرائية بوريس وغليب التي يعتقد انها شيدت في منتصف القرن الـ 16 بامر من القيصر إيفان الرهيب. في نهاية القرن الـ 17 بدأت في الدير عمليات بناء واسعة حيث اقيم حول المجمع حاجز ارتفاعه 4 امتار فيه 4 ابراج وبوابة وصوامع ومبنى الإدارة الدينية.